# Maba (južnohalmaherski jezik)
Maba jezik (bicoli, bitjoli, ingli; ISO 639-3: mqa), austronezijski jezik jugoistiočne podskupine južnohalmaherskih jezika. Govori ga oko 6 620 ljudi (2000) na jugoistočnom poluotoku otoka Halmahera u Indoneziji.
.
Ne smije se brkati s istoimenim jezikom maba [mde] koji se govori u Čadu.

## Vanjske poveznice
- Ethnologue (14th)
- Ethnologue (15th)